# 10 000 (spel)

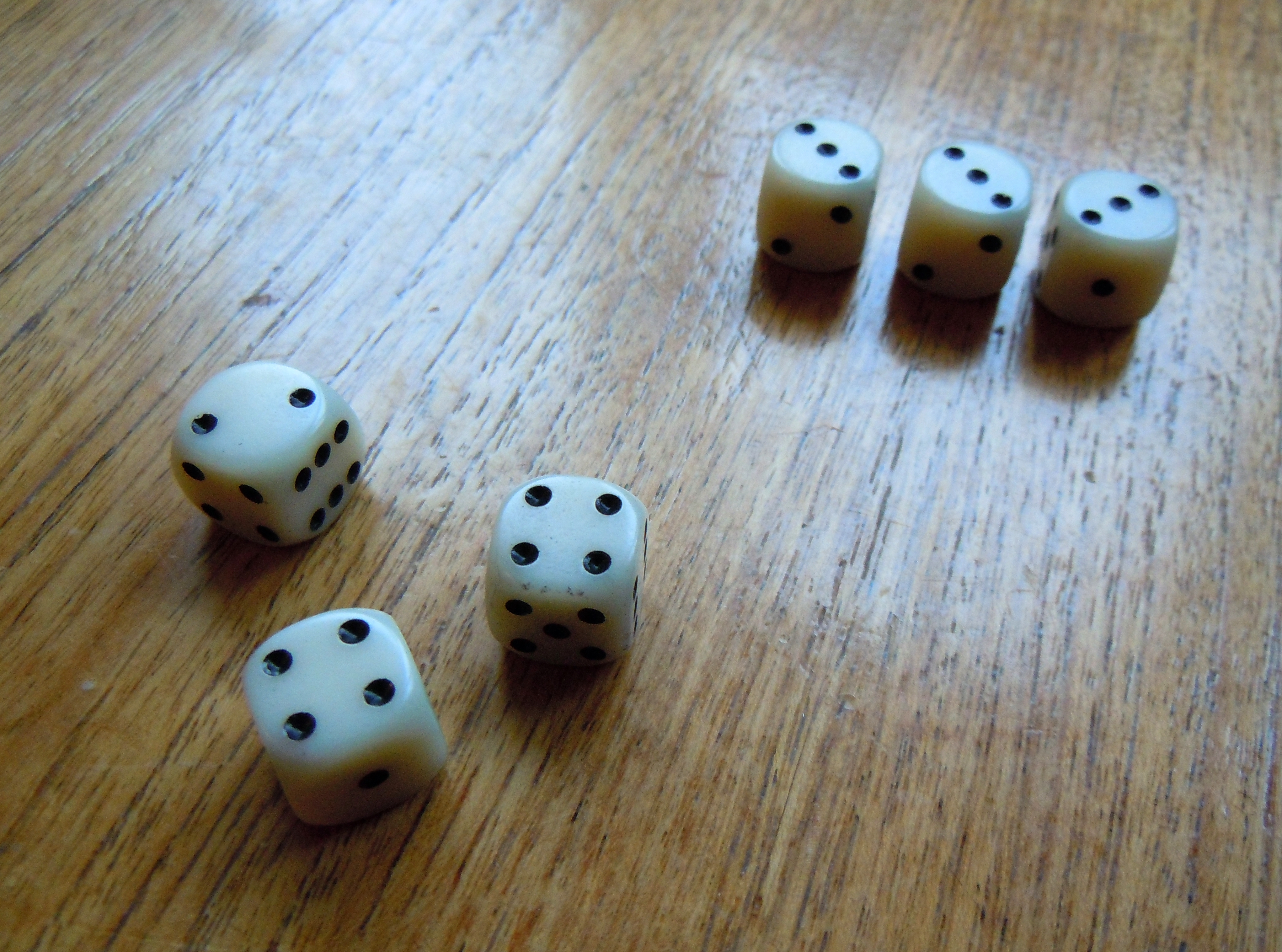
Ett spel 10 000 där spelaren har uppnått 300 poäng och kan kasta de resterande tre tärningarna.

10 000  (även kallat Dix Mille, 10 000 Dice, Farkle eller Zilch) är ett tärningsspel med fem eller sex tärningar. 

## Spelregler
Innan man börjar spela behöver man sex (eller fem) tärningar, ett skrivblock och en penna för att skriva resultat. Varje spelare börjar utanför spelet med 0 poäng, och måste kvalificera sig för att kunna gå med. Spelare samlar poäng genom att vid sin tur ackumulera den uppnådda poängsumman. Spelaren kan antingen välja att stanna upp och därmed lägga poängen till sin ackumulerade poängsumma, eller kan spelaren välja att fortsätta spela och på så vis riskera att förlora alla poäng som uppnåtts på sin tur. Spelet anses som ett folkspel och reglerna kan därför variera något. 
Varje spelare börjar först utanför spelet, och för att kunna komma in i spelet krävs att spelaren uppnår en samlad poängsumma på 1000 poäng. Detta uppnås genom att spelaren kastar alla sex tärningar och sedan behåller de tärningar som är poänggivande tills det att spelaren har 1000 poäng. Är det så att spelaren inte uppnår 1000 poäng när alla tärningar har gett poäng kan spelaren kasta alla tärningar på nytt och på så vis fortsätta samla poäng på sin runda. 
När spelaren kastar tärningarna och inte lyckas få någon poänggivande tärning, förloras den rundans ackumulerade poängsumman och turen går vidare till nästa spelare. Detta kallas ibland för Zilch eller Farkle.  Får en spelare Zilch på tre efterföljande rundor förlorar spelaren 500 poäng från sin totala poängsumma. Efter att en spelare har kommit in i spelet måste en totalsumma på 300 uppnås på den rundan för att kunna lägga poängen till den totala poängsumman. När poängsumman läggs till totalpoängen går turen vidare till nästa spelare. Spelaren kan själv välja vilka poänggivande tärningar som ska behållas, så länge minst en behålls.

## Poäng
Grundläggande poäng
- Varje femma ger 50 poäng
- Varje etta ger 100 poäng
- Tre lika ger 100 poäng gånger det tärningsvärdet som är lika.(*) Exempel: tre tvåor ger 200 poäng och tre femmor ger 500 poäng. Undantaget är tre ettor som ger ger 1000 poäng.
- Kastas fyra, fem eller sex lika dubblas summan för varje extra tärning som är lik.(*) Exempel: tre fyror blir 400, fyra fyror blir 800, fem fyror blir 1600 och så vidare.
- En straight () ger totalt 1500 poäng.(*)
- Tre par ger totalt 1000 poäng.(*) Fyra lika räknas inte som två par.

(*) För att dessa poäng ska uppnås måste de gällande tärningarna kastas under samma kast.
Spelaren kan välja att behålla de tärningar som önskas, så länge de är poänggivande. Får spelaren en femma och en etta på samma kast kan man välja att endast behålla ettan och på så vis chansa att nästa kast ger högre poäng.

## Vinnaren
Spelet går in i en avslutande runda när en spelare har uppnått 10 000 poäng eller mer, denna spelare är då den tillfälliga vinnaren. Resterande spelare har sedan rundan ut på sig att uppnå en högre poängsumma än den tillfällige vinnaren. Den spelare som vid slutet av sista rundan har uppnått högst poängsumma vinner. 
Ett alternativt sätt att spela är att vinnaren måste uppnå exakt 10 000 poäng. Poäng som går över 10 000 förkastas och turen går vidare till nästa spelare. Den första spelare som uppnår exakt 10 000 poäng är då omedelbar vinnare och de andra spelarna får inte möjlighet att kasta sin tur. I vissa varianter (under benämningen Farkle) är det 15000 poäng som utgör den vinnande summan.